# Widoszyn
Widoszyn (biał. Відошын; ros. Видошин, Widoszyn; pol. hist. Widoszyno) – wieś na Białorusi, w obwodzie homelskim, w rejonie żytkowickim, w sielsowiecie Czyrwonaje.

## Historia
Początkowo chutory. Od 1991 położony jest w niepodległej Białorusi.